# Académie Willem de Kooning
L'Académie Willem de Kooning (en néerlandais : Willem de Kooning Academie, WdKA) est un établissement d'enseignement supérieur établi à Rotterdam prodiguant un enseignement en arts visuels et en design.
L'académie porte le nom du peintre expressionniste abstrait rotterdamois Willem de Kooning (1904-1997).

## Histoire
Depuis 1851, l'académie faisait partie de l'Academie van Beeldende Kunsten en Technische Wetenschappen(Académie des arts visuels et des sciences techniques), également connue sous le nom de Rotterdamse Academie. Avant 1998, l'académie des arts s'est appelée pendant une dizaine d'années Academie voor Beeldende Kunsten Rotterdam (Académie des arts visuels de Rotterdam).
L'académie fait actuellement partie de l'Université des sciences appliquées de Rotterdam (Hogeschool Rotterdam).

## Facultés et cours proposés
L'Académie Willem de Kooning propose des études à temps plein dans les domaines suivants :
- Art autonome
- Conception audiovisuelle
- Photographie
- Conception graphique
- Publicité
- Illustration
- Animation
- Mode
- Conception spatiale
- Conception des produits
- Gestion du loisir
- Conception de transformation de style de vie
- Art et Bricolages
- Professeur d'arts visuels et de design.

En outre, les sujets mineurs suivants sont proposés aux étudiants de quatrième année en études critiques, public et privé, artisanat numérique, piratage, diversité culturelle, durabilité, conception ouverte, nouvelles frontières, image de marque, conception de données, conception de services, gamification et culture visuelle.

## Enseignants notables
- Kees Franse
- Hedy Gubbels
- Klaas Gubbels
- Milou van Ham
- Jos Hachmang
- Arie Heederik
- Johannes Gerardus Heijberg
- Kuin Heuff
- Ewerdt Hilgemann
- Willem Hussem
- Pierre Janssen
- Jacob Jongert
- Jaap Kaas
- Jan Kamman
- Willem Kromhout
- August Daniel Frederik Willem Lichtenbelt
- Huib Luns
- Alexander van Maasdijk
- Herman Mees
- Rein Miedema
- Bram Moerland
- Walter Nobbe
- Ferdinand Oldewelt
- Olphaert den Otter
- Gust Romijn
- Bram Roth
- Kees Spermon
- Jan Striening
- Arie Teeuwisse
- Kees Verschuren
- Leo Vroegindeweij
- Jan Harm Weijns
- Piet Zwart

## Élèves notables
- Manon de Boer (1965-), vidéaste